# Mosquée al-Bakiriyya
La mosquée Al-Bakiriyya (arabe : جامع البكيرية, turc : Bakiriye Camii) est un édifice religieux musulman construit à Sanaa, au Yémen, vers 1596-1597. Fondée sous la domination de l'Empire ottoman comme lieu de culte sunnite, elle tombe à l'abandon au cours du XVIIe siècle lorsque les imams chiites zaïdites chassent les Ottomans. Elle est restaurée à la fin du XIXe siècle lors de la seconde conquête du Yémen par l'armée ottomane. Elle fait partie du quartier historique de Sanaa inscrit au patrimoine mondial.

## Historique

### Première construction et abandon
L'Empire ottoman entreprend la conquête du Yémen après avoir étendu sa domination sur le sultanat mamelouk d'Égypte en 1517. Cependant, les mutineries de la garnison héritée des Mamelouks, les luttes entre factions et la menace de la puissance maritime portugaise font que c'est seulement en 1538 que le pays est érigé en province, l'eyalet du Yémen, alors limitée à deux districts (sandjaks) de la côte : Tihama et Aden ; les populations de l'intérieur, majoritairement chiites zaïdites, opposent une longue résistance au pouvoir ottoman sunnite. En 1549, le gouverneur Özdemir Pacha transfère le siège du gouvernement à Sanaa mais ce n'est qu'après la campagne menée par Koca Sinan Pacha, gouverneur d'Égypte, en 1572 que l'autorité ottomane dans cette région est assurée.
Le gouverneur de la province, Hassan Pacha, sur les instructions de Koca Sinan Pacha, entreprend la construction de la mosquée en 1579 ; il lui donne le nom de son maître, Bakir Agha. L'ensemble formé par la mosquée et sa médersa (école religieuse) est achevé en 1596-1597. Située dans la partie sud-est de la vieille ville, près de la citadelle, c'est une des 8 mosquées ottomanes subsistantes à Sanaa, plus 8 autres détruites ou abandonnées par la suite : ces édifices richement ornés, accompagnés de bains publics (hammams) et de médersas visent à la fois à se rapprocher de Dieu et à gagner la confiance des populations réticentes ; la mosquée al-Bakiriyya et sa médersa comptent parmi les plus importantes réalisations ottomanes au Yémen. 
En 1597, Qasim ben Muhammad prend le titre d'imam zaïdite et lance une nouvelle révolte contre les Ottomans. Il s'empare de Sanaa en 1626 et fonde la dynastie des Qasimides. Les Ottomans, refoulés sur la côte, doivent évacuer le Yémen en 1635. La mosquée al-Bakiriyya tombe alors à l'abandon. 
L'architecture et le rituel des mosquées sunnites comportent d'importantes différences avec ceux des mosquées zaïdites : pour cette raison, plusieurs grandes mosquées ottomanes sont détruites ou abandonnées sous la dynastie qasimide. Celles qui subsistent sont souvent ornées d'inscriptions empruntées au dogme chiite : « Ali est le wali de Dieu », « Fatima, éclat du soleil », 
« Hassan et Hussein, l'élite de Dieu ».

### Seconde conquête ottomane et reconstruction

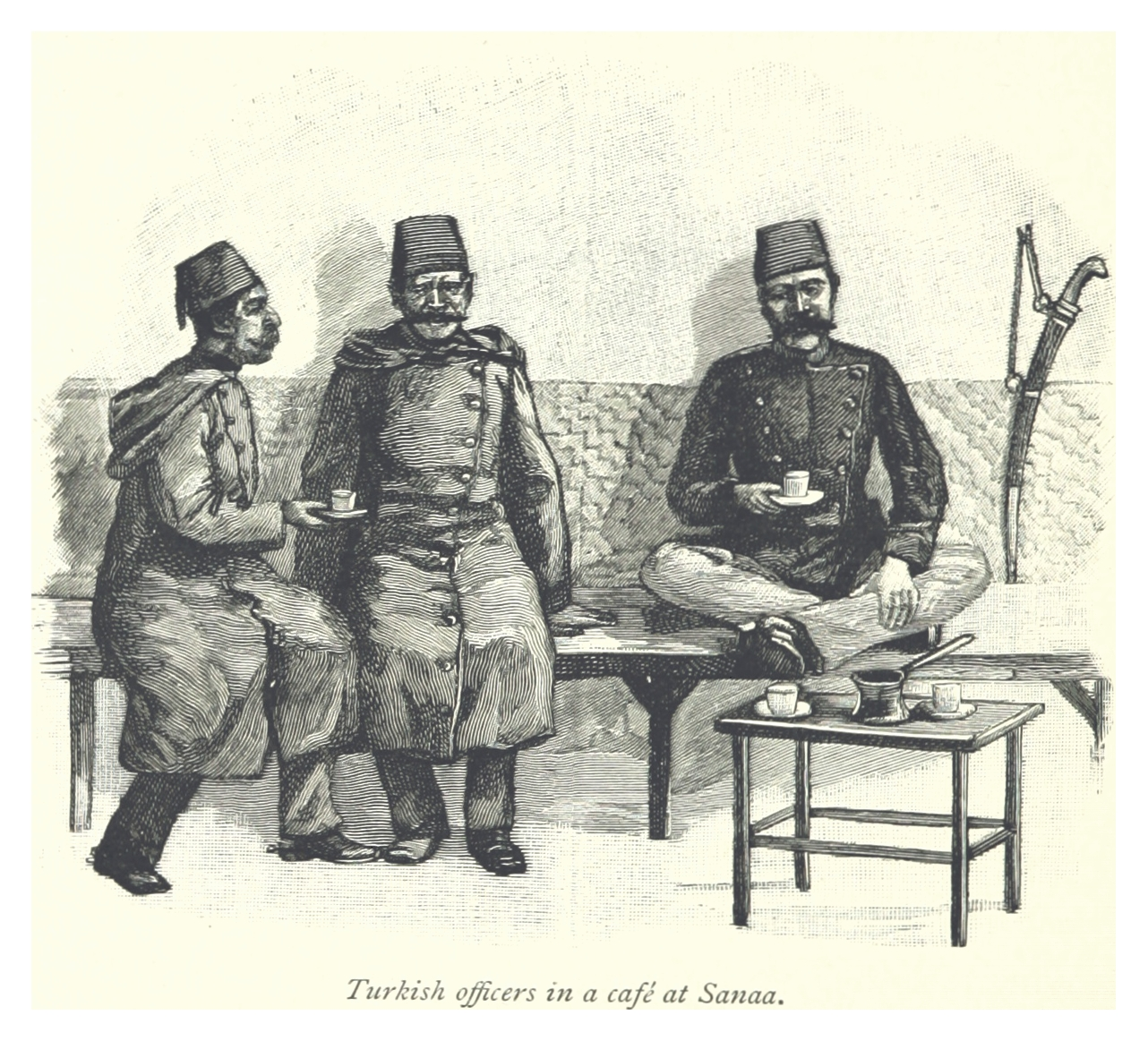
Officiers ottomans dans un café à Sanaa, dessin de Walter Burton Harris, 1893.

À partir de 1849, les Ottomans entreprennent la reconquête des régions côtières du Yémen avant de profiter de l'affaiblissement du pouvoir qasimide pour s'étendre vers l'intérieur. En avril 1872, l'armée ottomane du général Ahmed Muhtar Bey (plus tard pacha) entre à Sanaa. Ahmed Muhtar fait déblayer la citadelle, convertie à un usage purement militaire, et la place centrale (meydân) située devant la mosquée et le hammam ; il reprend tous les édifices qui avaient été enlevés aux Ottomans en 1626 et indemnise les propriétaires qui avaient des maisons dans ce secteur avant la conquête qasimide. La place est élargie, plantée d'arbres, et, sur le côté sud-ouest, il fait construire des maisons avec des restaurants (lokanta), des cafés et des boutiques. Sanaa devient le siège du gouvernement provincial du vilayet du Yémen ; la reconstruction de la mosquée al-Bakiriyya, est un symbole du nouveau pouvoir. En 1880, on fait venir sur le chantier des maçons et autres artisans de Constantinople ; le sultan Abdülhamid II offre un candélabre, bienfait qui est célébré par une inscription. Al-Bakiriyya, haut lieu du sunnisme, affiche l'autorité du sultan, calife de l'islam, et relègue dans l'oubli l'imam qasimide, autorité religieuse rivale. Quand le voyageur britannique Walter Burton Harris (en) visite Sanaa en 1892, il observe qu'al-Bakiriyya est en excellent état alors que les autres mosquées de la ville sont dégradées. Les parades militaires tenues sur le meydân, devant la mosquée, par les régiments kurdes Hamidiye sont un autre symbole de l'ordre ottoman.

### Dans le Yémen indépendant
En 1986, la vieille ville de Sanaa, comprenant 103 mosquées, 14 hammams et plus de 6 000 maisons, est inscrite au patrimoine mondial de l'UNESCO. Le 2 juillet 2015, en raison de la guerre civile yéménite, la vieille ville est inscrite sur la liste du patrimoine mondial en péril. 
Le 20 septembre 2016, un raid aérien de la coalition formée par l'Arabie saoudite et les Émirats arabes unis lance 11 bombes sur la mosquée al-Bakiriyya, située à 30 mètres du siège de la Sécurité nationale, mais elles n'explosent pas.

La mosquée al-Bakiriyya en 2008.

## Architecture et décoration
Selon le modèle de l'architecture ottomane classique en Turquie et en Syrie, la mosquée comprend un large dôme central soutenu par plusieurs petits demi-dômes. La salle de prière est ornée de calligraphies et de motifs géométriques. Du côté est, un petit iwan entre deux portiques ouvre sur l'esplanade carrée. 
Le mihrab, richement orné avec des pendants en stalactites, est du modèle des grandes mosquées de Constantinople inspirées de l'art seldjoukide. La chaire en marbre est aussi d'un modèle stambouliote : elle est coiffée d'un mince pavillon conique évoquant un calame. Une tribune, près de la niche du muezzin (dikt almobalgh), accueillait le banc du gouverneur. 
La décoration en stuc est faite de motifs floraux, géométriques et calligraphiques ; le tuğra du sultan Abdülhamid II apparaît en bonne place.

## Autres arts
La mosquée Al-Bakiriyya est représentée sur une pièce d'or de 20 riyals émise en 1975 par la République arabe du Yémen.